# Gyude Bryant

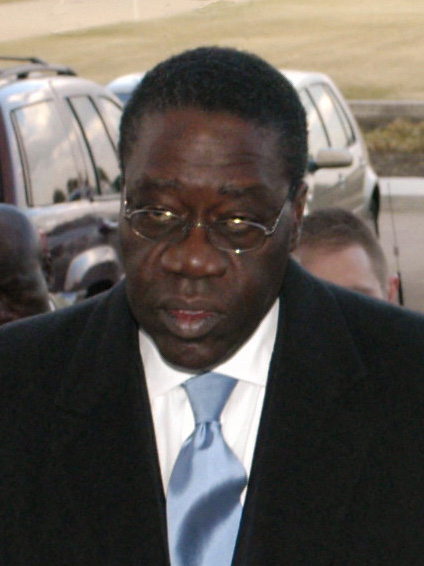
Gyude Bryant (2004)

Charles Gyude Bryant [tʃɑːlz ˈgjuːdɪ ˈbɹaɪənt] (* 17. Januar 1949; † 16. April 2014 in Monrovia) war ein liberianischer Politiker und über einen Zeitraum von 825 Tagen zwischen dem 14. Oktober 2003 und dem 16. Januar 2006 Übergangspräsident seines Heimatlandes.

## Leben
Charles Gyude Bryant war ein liberianischer Geschäftsmann (Import von Baumaschinen und Bergwerksausrüstungen) und galt als politisch neutral eingestellt. Er war Mitglied der Liberian Action Party und wurde 1992 zum Parteichef gewählt. Diese Oppositionspartei konnte in der Amtszeit des Präsidenten Taylor an Einfluss gewinnen.
Gyude Bryant wurde im August 2003 vom Chefvermittler Abubaka informiert, dass die Konfliktparteien in Liberia ihn als Führer einer Übergangsregierung akzeptieren würden. Damit gingen die elf Wochen andauernden Friedensgespräche erfolgreich zu Ende. Bryant, der auch führendes Mitglied der Episkopalen Kirche in Liberia war, galt als der neutralste Kandidat, um die Übergangsregierung zu bilden und die Friedensgespräche zwischen den Konfliktparteien Liberias zu leiten. Damit begann nach 14 Jahren Bürgerkrieg und der Ausweisung des früheren Präsidenten Charles Taylor in Liberia eine neue Ära. Bis zur Amtsübernahme Bryants leitete Moses Blah die Regierungsgeschäfte als Interimspräsident.

### Präsidentschaft
Gyude Bryant wurde am 14. Oktober 2003 als Präsident der liberianischen Übergangsregierung vereidigt, sein offizieller Titel lautete: Chairman of the National Transitional Government of Liberia – CNTGL (deutsch: „Vorsitzender der Nationalen Übergangsregierung Liberias“), seine Legislaturperiode betrug lediglich 2 Amtsjahre.
Folgende Ziele sollte er mit seiner Übergangsregierung in die Tat umsetzen:
- Entwaffnung der Kämpfergruppen
- Rehabilitierung der Kämpfer und deren Rückführung zu ihren Gemeinden und Familien
- Rückführung aller Flüchtlinge und der lokal Vertriebenen zu ihren Heimatorten
- Die Entwaffnung Liberias, um im Oktober 2005 friedliche Wahlen einer neuen Regierung, ohne kriegerische Auseinandersetzungen, zu ermöglichen.

Wegen der sich abzeichnenden Befriedung des Landes meldeten sich interessierte ausländische Investoren bei Präsident Bryant, um beispielsweise günstige Konzessionen für den Einschlag von Tropenhölzern oder die Anlage von Bergwerken abschließen zu können. Da diese Gespräche meist vertraulichen Charakter hatten, haftete Bryant und seinen Verhandlungspartnern rasch ein Korruptionsverdacht an. Tatsächlich revidierte die im November 2005 gewählten Nachfolgerin Ellen Johnson-Sirleaf einen Teil der von Bryant eingegangenen Verträge und gewann durch beharrliche Nachverhandlungen bessere Konditionen für den devisenschwachen Staatshaushalt. Bryant hatte aber auch mit den Problemen der Kriminalitätsbekämpfung und der Gesundheitsfürsorge zu kämpfen.

### Gerichtsprozesse und Rehabilitation
Die Amtseinführung seiner im November 2005 gewählten Nachfolgerin Ellen Johnson-Sirleaf hat am 16. Januar 2006 stattgefunden. In der Folgezeit wurde Bryant in Liberia von seinen politischen Gegnern angegriffen. Er wurde der Korruption bezichtigt und Anfang Dezember 2007 wegen einer Anzeige (Veruntreuung von Staatseigentum) in Untersuchungshaft genommen, doch gegen Kaution entlassen. Im Ergebnis der im September 2010 abgeschlossenen Gerichtsverhandlungen wurde Bryant in allen Anklagepunkten freigesprochen und rehabilitiert.
Bereits 2009 hatte man die gegen ihn erhobene Anschuldigung der persönlichen Bereicherung und Veruntreuung von liberianischem Staatseigentum während seiner Präsidentschaft im Wert von über einer Million US-Dollar vor Gericht verhandelt und ihn freigesprochen.
Er verstarb am 16. April 2014 in Monrovia.